# Kuna (Idaho)
Kuna es una ciudad ubicada en el condado de Ada en el estado estadounidense de Idaho. En el Censo de 2010 tenía una población de 15210 habitantes y una densidad poblacional de 323,17 personas por km².

## Geografía
Kuna se encuentra ubicada en las coordenadas 43°29′6″N 116°24′00″O / 43.48500, -116.40000. Según la Oficina del Censo de los Estados Unidos, Kuna tiene una superficie total de 47.07 km², de la cual 46.81 km² corresponden a tierra firme y (0.53%) 0.25 km² es agua.

## Demografía
Según el censo de 2010, había 15210 personas residiendo en Kuna. La densidad de población era de 323,17 hab./km². De los 15210 habitantes, Kuna estaba compuesto por el 91.2% blancos, el 0.6% eran afroamericanos, el 0.8% eran amerindios, el 0.7% eran asiáticos, el 0.1% eran isleños del Pacífico, el 3.6% eran de otras razas y el 2.9% pertenecían a dos o más razas. Del total de la población el 8.6% eran hispanos o latinos de cualquier raza.